# Brickellia paniculata
Brickellia paniculata là một loài thực vật có hoa trong họ Cúc. Loài này hiện diện trải dài từ tây Tamaulipas đến Sinaloa cũng như Costa Rica.